# 清水信之
清水 信之（しみず のぶゆき、1959年12月14日 - ）は、日本のキーボーディスト、作曲家、編曲家。ギタリストでもあり、ベースやドラムスなども演奏する。元妻は歌手の平松愛理。

## プロフィール

### 幼少・青年期
幼少時よりピアノを習う。なお、小学生の時にピアノを習っていた同級生が後のギタリスト・鳥山雄司である。
東京都立松原高等学校に在学中、後輩のEPO、佐橋佳幸らとバンド活動を行う傍ら、松岡直也に師事。清水がラテン系のアレンジに強い理由は、この頃の経験によるものだといわれている。

### バンド・『紀ノ国屋バンド』、サポートミュージシャン時代
1976年
17歳で「紀ノ国屋バンド」に加入、アルバム『SWEET SENSATION』でデビューするも解散。その後、当時の所属事務所「アワ・ハウス」（山下達郎、大貫妙子らが在籍）の新人、竹内まりやのサポートに駆り出される。元愛奴で後のMASHにも参加したギタリスト・青山徹らとバック・バンドを務めるほか、山岸潤史のバンドに参加する。同時に、スタジオミュージシャンとしても活動。

### 編曲家デビュー
1980年
高校の後輩であるEPOのデビュー・アルバムに編曲家として参加。デビュー曲「DOWN TOWN」（シュガー・ベイブのカバー）は林哲司との共同編曲だったが、アルバム楽曲の約半分の編曲を手掛ける。ソロ・アルバム『コーナートップ』をキングレコードからリリース。
1981年
松岡直也初のクロスオーバーロックバンド「MASH」に参加。
1982年
2枚目のソロアルバム『ANYTHING GOES』をワーナー・パイオニアからリリース。
1983年
EPOのシングル「う、ふ、ふ、ふ、」の編曲を担当。大ヒットとなる。 EPOとのタッグは、彼女のVIRGIN UK移籍によって一旦絶たれるも、90年代に入ってから再び共演している。
1984年
大村憲司の後継として、大江千里の編曲を担当。大江と清水の出会いとなったのは11月発売のシングル「十人十色」。
1985年
大江のアルバム『未成年』より、長きに渡るパートナーとなる。
1989年 - 1990年
大江の「redmonkey yellowfish」ツアーに、キーボード、ベーシストとして参加。
1992年
HIRA^O SAKIのシングル『My Best Friends』（同名コンピレーション・アルバム収録曲）の編曲を担当。
1994年
平松愛理と結婚。1児を儲ける。
1995年
大江の「納涼千里天国」でキーボード、ベーシストとして参加。
2005年
8月、平松と離婚。
2007年
牧野由依の「スケッチブックを持ったまま」に参加。これ以降、音楽プロデューサー・編曲家活動を行う。
2010年
8月、2枚目のソロ・アルバム『ANYTHING GOES』が28年ぶりにCD復刻盤としてリリースされた。
2011年
中島愛の「神様のいたずら」で編曲を担当。
2015年
8月19日、編曲家歴35周年記念アルバム『LIFE IS A SONG』をリリース。
2019年
6月 - 、これまで関わった人気アーティスト・アイドルをゲストに迎えるライブイベント「Nobuyuki Shimizu Presents」を、渋谷イープラス・リビング・カフェにて開催。

## ディスコグラフィー

### アルバム
| 発売日        | レーベル             | 規格   | 規格品番  | アルバム         | 備考                         |
| ------------- | -------------------- | ------ | --------- | ---------------- | ---------------------------- |
| 1980年        | キングレコード       | LP     | SKS-103   | コーナー・トップ |                              |
| 1994年2月5日  | キングレコード       | CD     | KICS 8014 | コーナー・トップ |                              |
| 2013年5月22日 | キングレコード       | CD     | NKCD-6636 | コーナー・トップ | 2013年デジタル・リマスター盤 |
| 2019年4月13日 | キングレコード       | LP     | NAS-2060  | コーナー・トップ |                              |
| 1982年2月25日 | ワーナー・パイオニア | LP     | M-12506   | ANYTHING GOES    |                              |
| 2010年8月20日 | ワーナーミュージック | SHM-CD | EDGS-52   | ANYTHING GOES    |                              |

## 他アーティストに提供（編曲）した楽曲
- 安部恭弘
  - 「WE GOT IT!」
  - 「CAFE FLAMINGO」
  - 「DOUBLE IMAGINATION」
  - 「KISS MARK」
  - 「CLOSE YOUR EYES」
  - 「ロング・バージョン」[3]他多数
- 飯島真理
  - 「愛・おぼえていますか」
  - 「天使の絵の具」
  - 「1グラムの幸福」
  - 「セシールの雨傘」
- 五十嵐浩晃
  - 「街は恋人」
  - 「君の生き方をつらぬいて」
  - 「DAY DREAM」
  - 「優しいパレード」
  - 「MEMORY OF SUMMER」
  - 「AGAINST THE WIND」
  - 「ただ風のように」
  - 「Holiday」
- 池田聡
  - 「モノクローム・ヴィーナス」
  - 「濡れた髪のLonely」
  - 「マリッジ」
- 石川優子
  - 「フラミンゴ」
- 伊藤かずえ
  - 「星屑のイノセンス」
- 伊藤つかさ
  - 「夕暮れ物語」
  - 「悲しみをうけとめて」
- 稲垣潤一
  - 「クリスマスキャロルの頃には」[4]
  - 「僕ならばここにいる」
  - 「キスなら後にして」
- 井上陽水
  - 「恋こがれて」
  - 「We are 魚」
  - 「Love you」
- 伊武雅刀
  - 「子供達を責めないで」
- 岩崎良美
  - 「愛してモナムール」
  - 「どきどき旅行」
  - 「マルガリータガール」
  - 「Vacance」
  - 「化粧なんて似合わない」
  - 「恋・あなただけに」
- 上田正樹
  - 「MISS YOU BABY」
- 上戸彩
  - 「風」
  - 「あふれそうな愛、抱いて」
- 宇都宮隆
  - 「君が見えなくなった日」
- EPO
  - 「DOWN TOWN」（シュガー・ベイブのカバー）（林哲司と共同）
  - 「Park Ave.1981」
  - 「Girl in me」
  - 「土曜の夜はパラダイス」（ストリングアレンジは乾裕樹）
  - 「恋はハイ・タッチ-ハイ・テック」(B面の「くちびるヌード・咲かせます」(高見知佳の「くちびるヌード」のセルフカバー)も)
  - 「私について」(B面の「モダン・ロマンス」も)
  - 「音楽のような風」(B面の「擬似恋人達の夜」も)
  - 「渚のモニュメント」
  - 「太陽にPUMP! PUMP!」他多数
- 大江千里
  - 「十人十色」
  - 「REAL」他多数
- 大貫妙子
  - 「メトロポリタン美術館」
- 大橋純子
  - 「眠れないダイヤモンド」
  - 「ふたとおりの告白」（佐藤健と共同）
  - 「あなたにつつまれて」
- 岡田有希子
  - 「彼はハリケーン」
  - 「さよなら・夏休み」
  - 「風の中のカフェテラス」
- 岡村孝子
  - 「Good-Day 〜思い出に変わるならば〜」
  - 「ミストラル 〜季節風〜」
  - 「無敵のキャリア・ガール」
- 岡村靖幸
  - 「SUPER GIRL」
  - 「あの娘ぼくがロングシュート決めたらどんな顔するだろう」（ストリングス編曲）
- 荻野目洋子
  - 「1・2・3,レット・ミー・ダンス」
  - 「LAZY DANCE」
  - 「NONSTOP DANCER」
  - 「DEAR〜コバルトの彼方へ〜」
  - 「朝の街」
- 柏原芳恵
  - 「しあわせ音頭」
  - 「さよならの刺激」
  - 「花咲けども」
- 加藤紀子
  - 「Invitation」
- 角松敏生
  - 「Elena」
- 華原朋美
  - 「PLEASURE」
- 辛島美登里
  - 「あなたの愛になりたい」
- 河合奈保子
  - 「けんかをやめて」
  - 「エンゲージ」
- 河田純子
  - 「リボン結びのWAKU WAKU」
  - 「12月の特別な夜」
- 吉川晃司
  - 「プリティ・デイト」
- 木根尚登
  - 「もう 戻らない」
- 久宝留理子
  - 「さよなら」
- 倉田まり子
  - 「DAY BY DAY」
- 研ナオコ
  - 「Tokyo見返り美人」
- 小泉今日子
  - 「GOOD MORNING-CALL」
- 香坂みゆき
  - 「ニュアンスしましょ」
- ゴスペラーズ
  - 「ミモザ」
  - 「Forever&More」
  - 「コーリング」（編曲指揮）
  - 「青い鳥」
- 佐々木ゆう子
  - 「ギュッとずっと」
- さんみゅ〜
  - 「ほほにキスして」
- 清水美恵
  - 「Magic」
  - 「BOYS」
  - 「FOR MY FLOWER」
- 少年隊
  - 「君を旅して知っている」
  - 「ガ・ガ・ガ」
  - 「禁止・禁止・禁止」
- Jonathan
  - 「Misty rain」
- 鈴木雅之
  - 「Don't Cry〜もう悲しみを許そうか」
- SPEED
  - 「君とまた逢える日を」
- SMAP
  - 「KANSHAして」
  - 「セロリ」
- 高井麻巳子
  - 「メロディ」
  - 「約束」
  - 「かげろう」
  - 「情熱れいんぼぅ」
  - 「うそつき」
- 高橋由美子
  - 「最上級 I LIKE YOU」
  - 「WILL YOU MARRY ME?」
  - 「元気!元気!元気!」
  - 「好きなんて言えないぐらい」他多数
- 高見知佳
  - 「くちびるヌード」
- 館林見晴
  - 「Miss You…」
- 竹内まりや
  - 「不思議なピーチパイ」
- 谷村有美
  - 「いちばん大好きだった」
  - 「最後のkiss」
  - 「たいくつな午後」
  - 「せめてものI LOVE YOU」
- 田原俊彦
  - 「KID」
- ディアマンテス
  - 「野茂英雄のテーマ・HIDE〜O」
- 東京女子流
  - 雨と雫
- 徳丸純子
  - 「恋はシーソーゲーム」
  - 「青いサスペンス」
  - 「魔法のカプセル」
  - 「青のないパレット」（LP/プロデュース）
- 中島美嘉
  - 「marionette」
  - 「LAST WALTZ」
- 中島愛
  - 「夏鳥」
  - 「神様のいたずら」
  - 「忘れないよ。」
- 中森明菜
  - 「ロンリー・ジャーニー」
- 中山美穂
  - 「色・ホワイトブレンド」
- 西脇唯
  - 「7月の雨なら」
- NOKKO
  - 「人魚」（テイ・トウワと共同）
- 原田知世
  - 「地下鉄のザジ（Zazie dans le métro）」
- BEYOOOOONDS (CHICA#TETSU)
  - 「都営大江戸線の六本木駅で抱きしめて」
  - 「高輪ゲートウェイ駅ができる頃には」
  - 「二年前の横浜駅西口」
- 平松愛理
  - 「月のランプ」
  - 「素敵なルネッサンス」
  - 「虹がきらい」
  - 「思い出の坂道」
  - 「部屋とYシャツと私」
  - 「マイ セレナーデ」
  - 「もう 笑うしかない」
  - 「Single is Best!?」
  - 「戻れない道」
  - 「一夜一代に夢見頃」
  - 「女の生命は短くて」
  - 「あなたのいない休日」
  - 「おしえて神様」
  - 「Midnight Sun」
  - 「ビビッとドキッとGood Day」
  - 「宇宙でたったひとつの今日」
  - 「この街のどこかで」
  - 「Endless Moment」
  - 「ウサバラ・DE・東京」
  - 「愛情レストラン」
  - 「YOU ARE MINE」他多数
- V6
  - 「MY DAYS（COCONUTS GROOVE VERSION）」
- 譜久村聖
  - 「私のためのハイヒール」
- 牧野由依
  - 「スケッチブックを持ったまま」
- MAX
  - 「バラ色の日々」
- 松谷祐子
  - 「愛はブーメラン」
- 真鍋ちえみ
  - 「ロマンティックしましょう」
- MISIA
  - 「SUNNY DAY」
  - 「風に吹かれて」
  - 「太陽がいるから」
- 南佳孝
  - 「涙のステラ」（南佳孝と共同）
  - 「素敵なパメラ」
  - 「VIDEO CITY」
  - 「GIRL」
  - 「Bottom Line」
  - 「君の笑顔」
- 森口博子
  - 「Someday Everyday」
  - 「Shocking Blue」
- 渡辺美里
  - 「恋したっていいじゃない」
- GWINKO
  - 「Down Town Game」
- 他多数

## 映画・テレビ番組への提供作品
- 探偵物語（1983年 角川映画 劇伴編曲）
- ゴリラ・警視庁捜査第8班（1989年 ANB 劇伴編曲）
- 世界まるごと2001年（1990年 MBS テーマ曲）
- クイズ太平洋（NHK 1992年 テーマ曲）
- 人生が変わる1分間の深イイ話（日本テレビ 2008年 テーマ曲。歌はダイアモンド☆ユカイ）

## ゲーム作品
- ワイルドアームズ ザ フォースデトネイター（なるけみちこ・甲田雅人・鈴木隆太と共作）

## メディア出演
- YAMAHA MIDI&POPS - FM東京（1986年頃に放送されていたレギュラー出演番組）
- 歌スタ!! - 日本テレビ（審査員として不定期出演）